# On the Internet, nobody knows you're a dog
« On the Internet, nobody knows you're a dog » (de l'anglais, litt. « Sur l'Internet, personne ne sait que tu es un chien » ou « ... que vous êtes un chien ») est un adage trouvant son origine dans un dessin de presse de Peter Steiner (en) paru dans le New Yorker en 1993. L'anonymat sur Internet y est caricaturé par la représentation d'un chien utilisant un ordinateur tout en prononçant ces paroles.

## Description
Le dessin en noir et blanc représente un labrador de robe sombre, assis sur une chaise devant un bureau sur lequel se trouve un ordinateur. Celui-ci est un ordinateur de bureau typique des années 1990, avec l'unité centrale dans un boîtier horizontal, et un écran à tube cathodique.
Le chien a une de ses pattes sur le clavier, ce qui suggère qu'il est en train d'utiliser l'ordinateur. Son regard est tourné vers un beagle assis au sol à côté de lui, blanc à taches sombres, le regardant d'un air interrogatif, auquel il dit : « On the Internet, nobody knows you're a dog », ce qui signifie littéralement « Sur l'Internet, personne ne sait que tu es un chien ».

## Contexte
Ce dessin de presse paraît dans l'édition du 5 juillet 1993 du New Yorker, un magazine qui traite d'abord de la vie culturelle à New York, mais s'adresse à un public plus large en abordant aussi des sujets généralistes. L'auteur du dessin, Peter Steiner (en), est dessinateur pour The New Yorker depuis 1979.
Ce dessin marque un moment important dans l'histoire d'Internet. Autrefois domaine réservé des ingénieurs et des universitaires, Internet devenait en 1993 un sujet de discussion dans des magazines grand public comme The New Yorker. Ce dessin est ainsi le premier du New Yorker à propos d'Internet.
Mitch Kapor, fondateur de Lotus Software et de l'Electronic Frontier Foundation, a commenté dans un article du Time publié cinq mois après le dessin : « It's the Internet boom, [...] the true sign that popular interest has reached critical mass came this summer when the New Yorker printed a cartoon showing two computer-savvy canines » (« C'est le boom d'Internet, le vrai signe que l'intérêt populaire a atteint une masse critique est arrivé cet été quand le New Yorker a publié un dessin montrant deux canidés calés en informatique »).
Le dessin symbolise une approche de la vie privée sur Internet qui met l'accent sur la possibilité pour les utilisateurs d'envoyer et de recevoir des messages dans l'anonymat. L'activiste Lawrence Lessig suggère que « personne ne sait que tu es un chien » parce que les protocoles Internet n'obligent pas les utilisateurs à fournir une identité : les utilisateurs ne sont identifiés que par leur adresse IP, dont le titulaire ne peut être identifié que par son fournisseur d'accès, lequel garde normalement cette information privée. Cette caricature traduit le sentiment de l'époque sur Internet, où l'anonymat devait apporter la liberté, et créer un espace débarrassé des discriminations et du racisme.
Selon Anthea Stratigos, CEO d'Outsell, la sentence sur l'anonymat était peut-être vraie à l'époque, mais ce n'est plus le cas depuis les années 2000, avec l'émergence du Web 2.0 et des réseaux sociaux.

## Reproductions
En 2000, ce dessin était le plus reproduit du New Yorker.
En 1995, Bill Gates a payé 200 dollars pour avoir le droit de reproduire le dessin dans son livre The Road Ahead.
En 1998, Steiner avait gagné 30 000 dollars de droits d'auteur pour les différentes réimpressions ; en 2000, ce montant était estimé à 50 000 dollars, et en 2013, entre 200 000 et 250 000 dollars. Vingt ans après l'avoir créé, Steiner regrette néanmoins que ce dessin, qu'il ne considère pas comme son meilleur, soit le plus connu de sa carrière.

## Inspirations et parodies

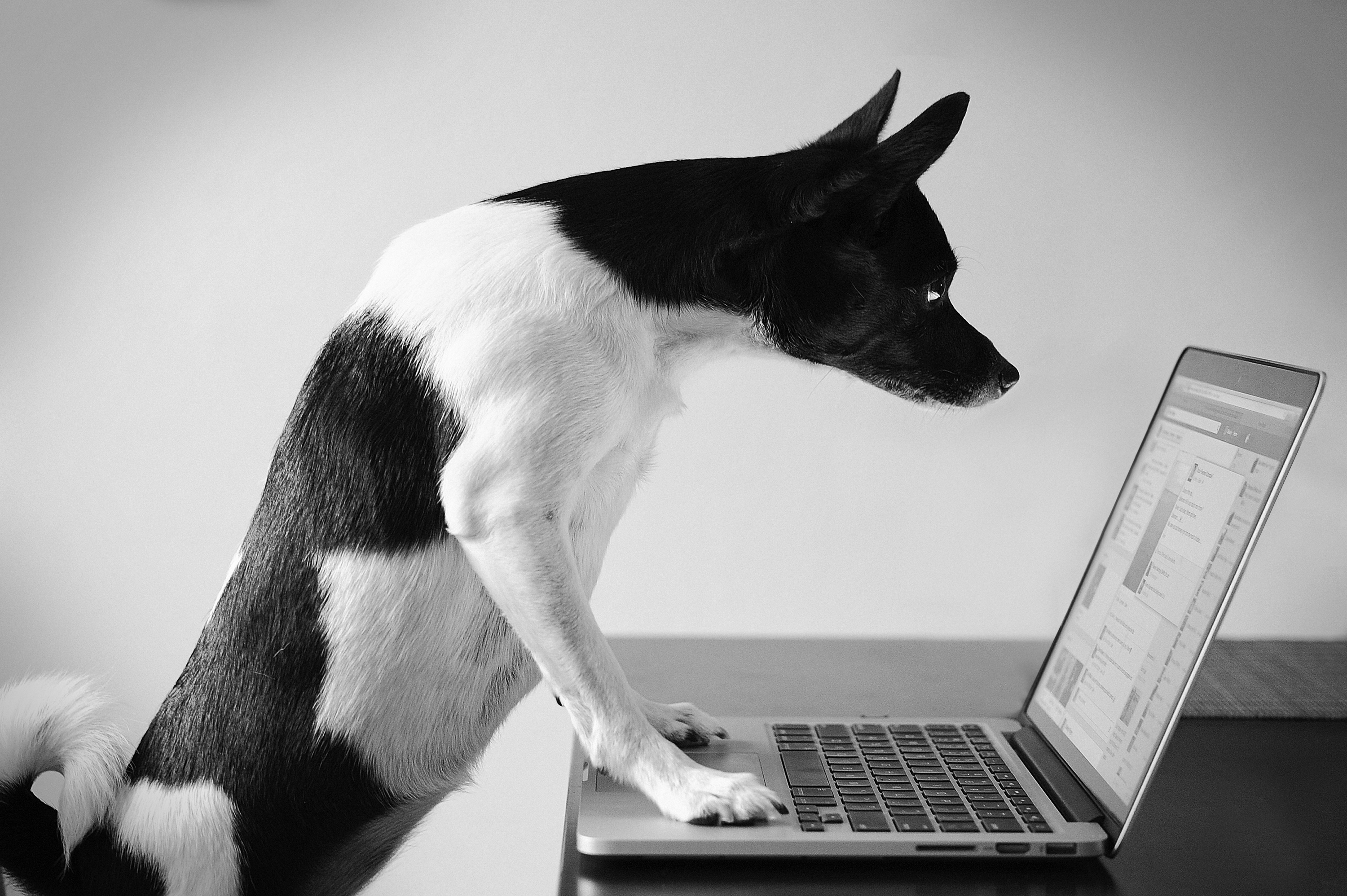
Un chien utilisant un ordinateur. Photo participant en 2014 au concours Military Photographer of the Year de la NPPA. Sa légende fait implicitement référence au dessin de Steiner : Les réseaux sociaux ouvrent des portes pour rencontrer de nouvelles personnes. Cependant, les personnes que vous rencontrez sont-elles celles qu'elles prétendent être ? Internet permet aux prédateurs d'utiliser la tromperie pour profiter de leurs victimes.,

La caricature est souvent citée dans les discussions à propos d'Internet, et est devenue un mème Internet,.

### Sur la réalité et l'évolution de l'anonymat sur Internet
Elle a inspiré le slogan d'anonymizer.com, un site web proposant de servir de proxy afin de masquer ses traces de navigation : « Because on today's Internet, people do know you're a dog », (« Parce que sur l'Internet d'aujourd'hui, les gens savent que vous êtes un chien »). Une page de ce site contenait une parodie du cartoon de Steiner, qui y est légendé « The Myth » (« Le mythe »), tandis qu'une deuxième case, intitulée « Reality » (« Réalité »), reprend l'écran de l'ordinateur du chien, en y ajoutant le texte : « Welcome canine user 39... Mutt, mostly black lab. Enjoys pepperoni, fetching and sniffing other dogs' heinies... Updating profile. », (« Bienvenue utilisateur canin 39... Cabot, labrador quasiment noir. Aime le pepperoni, aller chercher et renifler les fesses des autres chiens. Mise à jour du profil. »).
Cette page d'anonymizer.com a ensuite été remplacée par une bande dessinée de Nik Scott, provenant du site toons.net. Elle met en scène un chien qui se connecte au site web d'un boucher, en se disant qu'après tout, personne ne pourra découvrir sa nature de chien ; mais en allant directement à la page des os à moelle, il est aussitôt découvert,,,.
Le 9 avril 2000, le dessinateur Tom Toles a publié dans The Buffalo News une sorte de suite au dessin de Steiner, dans lequel deux chiens sont assis devant un ordinateur, et l'un dit à l'autre : « The best thing about the Internet is they don't know you're a dog » (« Le meilleur d'Internet, c'est qu'ils ignorent que tu es un chien ») ; dans le cadre suivant, l'ordinateur décrit en détail l'identité du chien,.
Steve Cisler, un expert des nouvelles technologies chez Apple, a également complété l'adage : « On the Internet, nobody knows you are a dog, but they sure know if you are a son-of-a-bitch » (« Sur l'Internet, personne ne sait que tu es un chien, mais ils savent très bien si tu es un fils de pute », le mot bitch pouvant se traduire littéralement par chienne).
Le 23 juin 2007, Rob Cottingham a repris le dessin de Steiner, avec toutefois un ordinateur portable plus fin, et la légende : « On Facebook, 273 people know I'm a dog. The rest can only see my limited profile. », (« Sur Facebook, 273 personnes savent que je suis un chien. Les autres ne peuvent voir que mon profil limité. »).
En 2013, pour le vingtième anniversaire du cartoon, The Joy of Tech (en) en a publié une parodie. Le cartoon original y est repris dans la case de gauche, avec le commentaire « In the 1990's » (« Dans les années 1990 »), tandis que dans la case de droite, commentée « Now » (« Maintenant »), un agent de la NSA en costume et lunettes noires dit à un autre : « Our metadata analysis indicates that he is definitely a brown lab. He lives with a white and black spotted beagle-mix, and I suspect they are humping »,,, (« Notre analyse des métadonnées indique avec certitude qu'il s'agit d'un labrador brun. Il vit avec un croisé beagle blanc à taches noires, et je les suspecte de se frotter »).
Un dessin de Kaamran Hafeez publié dans le New Yorker du 23 février 2015 représente la même paire de chiens que le dessin de Steiner, avec l'un demandant à l'autre : « Remember when, on the Internet, nobody knew who you were? »,, (« Tu te souviens quand, sur l'Internet, personne ne savait qui tu étais ? »).
En 2017, le New York Daily News a publié un cartoon de Bill Bramhall représentant un chien assis seul face à un écran affichant une pop-up de publicité en ligne représentant une boîte de nourriture pour chien de marque Alpo ; le chien pense : « Whatever happened to “On the Internet, nobody knows you're a dog” ? », (« Qu'est-il arrivé à “Sur l'Internet, personne ne sait que tu es un chien” ? »).
En 2018, André Gunthert, maître de conférences en histoire visuelle à l'EHESS, écrit : « Sur internet, non seulement tout le monde sait que tu es un chien, mais tes données ont déjà été vendues au marchand de croquettes »,.

### Sur les usages de l'anonymat sur Internet
Le dessin de Steiner a inspiré une pièce de théâtre d'Alan David Perkins intitulée Nobody Knows I'm a Dog: Six People. Six Lies. One Internet, qui a été produite une douzaine de fois en Amérique du Nord. Elle met en scène six personnes qui éprouvent des difficultés à nouer des contacts dans la vie réelle, mais qui y parviennent plus facilement sur un newsgroup, grâce à l'anonymat garanti par Internet,.
En 1994, Walt Crawford (en) modifie la formule de Steiner en « On the Internet, nobody knows you're a fraud », (« Sur l'Internet, personnne ne sait que tu es un imposteur ») pour souligner qu'Internet facilite la diffusion de fausses informations et de désinformation. Alan E. Brill, expert en cybersécurité, l'utilise en 2000 pour évoquer les escroqueries en ligne. En 2015, Froma Harrop rédige un éditorial qui porte ce titre, publié en syndication dans de nombreux médias. En 2016, Oscar King IV analyse cet éditorial sous le titre « On the Internet, Everyone but Me is a Fraud » (« Sur l'Internet, tout le monde est un imposteur sauf moi »).
En 2013, Richard Gendal Brown parodie le dessin de Steiner avec la formule « On the blockchain, nobody knows you're a fridge » (« Sur la blockchain, personne ne sait que vous êtes un frigo ») pour montrer l'anonymat des transactions sur la blockchain, ainsi que la jonction entre cette dernière et l'internet des objets.

### Autres
En 1996, le dessin a inspiré Apple pour baptiser sa suite Internet, dénommée Cyberdog (en).

## Publication originale
- (en-US) Peter Steiner, « On the Internet, nobody knows you're a dog », The New Yorker, vol. 69, no 20,‎ 5 juillet 1993, p. 61.
- (en-US) « On the Internet, nobody knows you’re a dog. », ID: TCB-22230 (version du 14 février 2014 sur archive.today), sur The Cartoon Bank (base de données de dessins du New Yorker).